# 마누엘 베세라역
마누엘 베세라 역(스페인어: Manuel Becerra)은 마드리드 지하철의 역이다.  2호선과 6호선이 지나는 환승역으로, 마드리드 살라망카 구 마누엘 베세라 광장 지하에 위치해 있다. 요금구역상으로는 A구역에 속한다.
역명은 19세기 스페인의 정치인 마누엘 베세라 이 베르무데스에서 따왔다.

## 역사
1924년 6월 14일 2호선 첫 구간 개통과 함께 영업에 들어갔다. 역 대합실은 마누엘 광장 지하에, 승강장은 알칼라 거리(광장 서쪽)에 자리하고 있으며 깊이는 얕다. 스페인 내전 (1936~1939년) 이후 역명의 유래가 된 광장 이름이 '마누엘 베세라 광장'에서 '로마 광장' (Plaza de Roma)로 바뀌었지만, 지하철 역명은 그대로 유지되었다.
1979년 10월 11일에는 6호선 승강장이 완공되어 문을 열었다. 프란시스코 실벨라 거리와 독토르 에스케르도 거리에 걸쳐 있으며 2호선 승강장보다 깊게 파여졌다. 공사에 들어갈 당시에는 광장 명칭을 따서 '플라사 데 로마'라는 안내문이 붙었으나, 2호선의 역명과 통일하기 위해 개통 직전에 '마누엘 베세라'로 바꾸었다. 6호선 개통 1년 뒤인 1980년 스페인의 민주화에 따라 광장 이름이 마누엘 베세라 광장으로 되돌아왔다.

## 환승 정보
역 주변에 시내버스 정류장이 여러 곳 있으며 경유하는 주간노선도 많다. 야간노선은 두 개가 다닌다.
| 마드리드 지하철    | 마드리드 지하철       | 마드리드 지하철      |
| ------------------ | --------------------- | -------------------- |
| 벤타스 라스 로사스 | 마드리드 지하철 2호선 | 고야 콰트로 카미노스 |
| 오도넬 순환선      | 마드리드 지하철 6호선 | 디에고 데레온 순환선 |